# Rājākhera
Rājākhera är en ort i Indien.   Den ligger i distriktet Dhaulpur och delstaten Rajasthan, i den centrala delen av landet, 210 km söder om huvudstaden New Delhi. Rājākhera ligger 169 meter över havet och antalet invånare är 30 627.
Terrängen runt Rājākhera är mycket platt. Runt Rājākhera är det tätbefolkat, med 476 invånare per kvadratkilometer. Närmaste större samhälle är Shamsābād, 14,0 km norr om Rājākhera. Trakten runt Rājākhera består till största delen av jordbruksmark.